# Нуарлак
Нуарла́к (фр. Noirlac) — цистерцианское аббатство во Франции, в департаменте Шер. Монастырь расположен в нескольких километрах к северо-западу от городов Сент-Аман-Монтрон и Орваль в широкой долине реки Шер. Один из наиболее хорошо сохранившихся монастырей Франции XII века.

## История

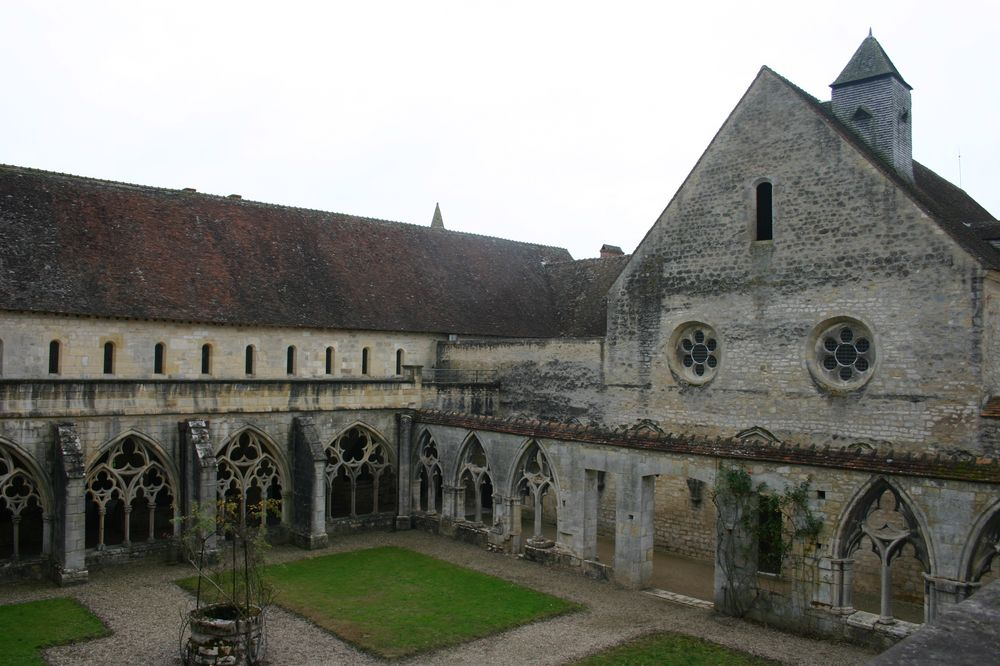
Клуатр аббатства Нуарлак

Монастырь был основан в 1136 году выходцами из монастыря Клерво. Созданный в 1098 году цистерцианский орден пережил в XII веке бурное развитие. Среди пяти первых и главных монастырей ордена Клерво выделялось своей активностью по созданию дочерних аббатств, во многом связанной с деятельностью святого Бернарда Клервоского. Ещё при жизни святого Бернарда монахи Клерво основали 66 дочерних монастырей, одним из которых стал Нуарлак. Имя Нуарлак, однако, более позднего происхождения, впервые упомянуто в 1276 году. Вероятно, название монастыря (букв. «Черное озеро») происходит от имени одного из небольших озёр по соседству.
Первым настоятелем монастыря стал Робер де Шатильон, племянник святого Бернарда. В 1150 году был создан устав монастыря, базирующийся на цистерцианском. Постепенно монахи Нуарлака, жившие в первые годы существования обители в нищете, расширили за счёт пожертвований окрестных землевладельцев свою территорию, были построены водяные мельницы, разбиты поля. Между 1150 и 1160 годами было начато строительство монастырской церкви. В период между 1170 и 1190 годами были построены зал капитулов, жилые помещения монахов и дом конверзов, а также сооружена стена вокруг монастырских построек.

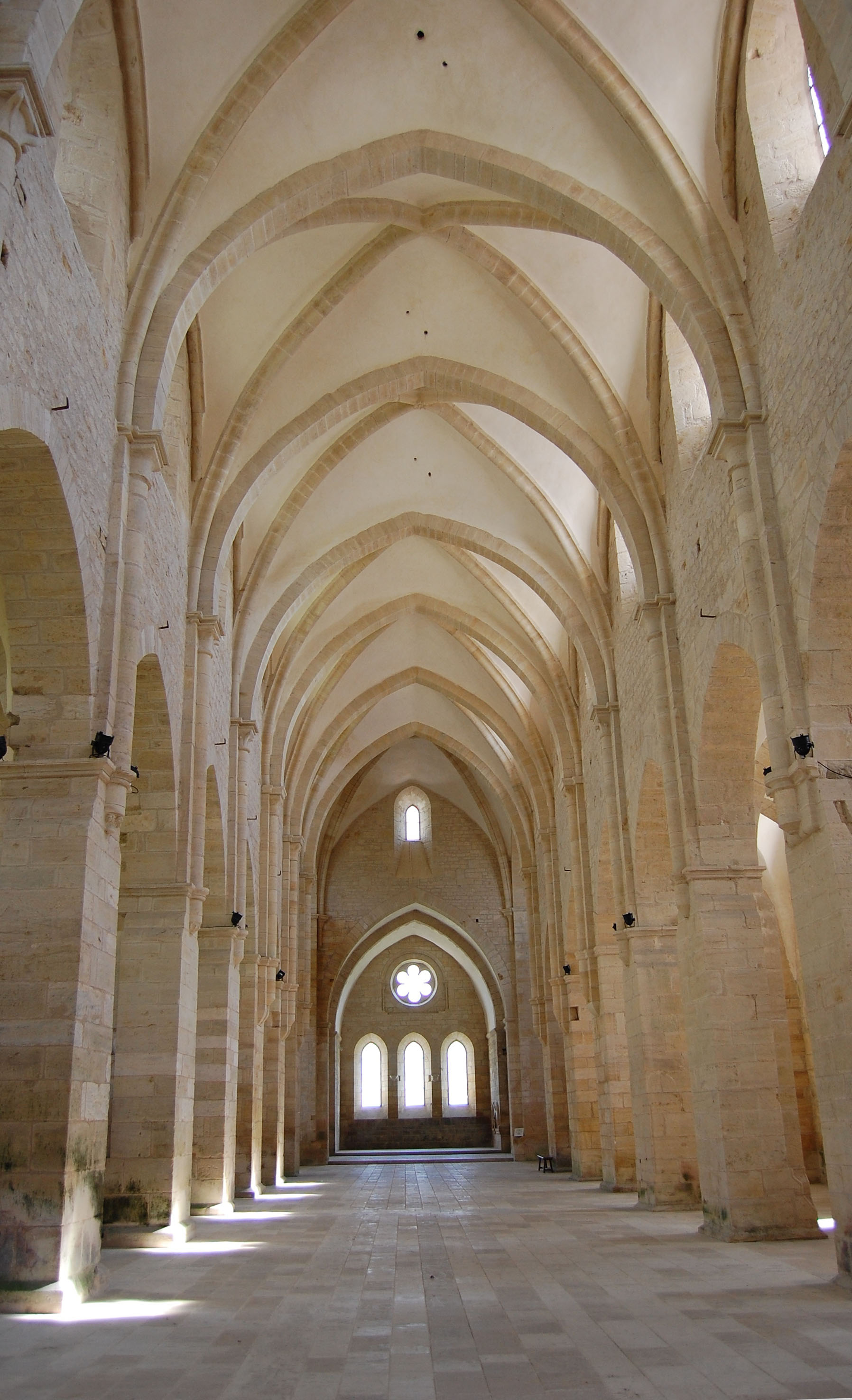
Центральный неф церкви

В начале XIII века завершено строительство фермы. Аббатство к этому времени разбогатело, в его собственности находились 17 ферм, несколько мельниц и 275 гектаров леса.
На протяжении XIV—XV веков Нуарлак несколько раз подвергался разграблению, в частности во время Столетней войны и Прагерии. Это привело к его постепенному упадку. С 1530 года Нуарлак стал существовать в режиме комменды. Подвергался грабежу гугенотами во время религиозных войн. В середине XVII века несколько раз занимался противоборствующими сторонами во время Фронды, при этом было разрушено большое количество зданий аббатства, что довершило его упадок. В это время в монастыре оставалось только 4 монаха.
В начале XVIII века монастырская жизнь в Нуарлаке испытала определённый подъём. Были проведены реставрационные работы, восстановлены некоторые строения, увеличилось число монахов.
В период Великой французской революции Нуарлак, как и большинство французских монастырей, был закрыт и продан частным владельцам, устроившим в монастыре фарфоровую фабрику. Церковь была разделена перекрытиями и в ней были поставлены печи для обжига. В 1837 году аббатство посетил Проспер Мериме в рамках своей инспекции исторических памятников Франции. В 1860 году монастырь был внесён в список исторических памятников, но выкупить здание у частных владельцев не получилось. В 1886 году фабрика была закрыта, некоторое время монастырь переходил от одного владельца к другому, в частности в нём устраивался приют, религиозные общества и др., пока наконец в 1910 году аббатство не было полностью выкуплено государством. В 1950—1980 году проводились реставрационные работы, вернувшие монастырю первоначальный облик. В настоящее время монастырь Нуарлак функционирует как музей.